# Україна на літніх Олімпійських іграх 2008
На літніх Олімпійських іграх 2008 року в Пекіні національна команда України була представлена 254 спортсменами у 28 видах спорту.

## Нагороди
| Медалі по днях | Медалі по днях | Медалі по днях | Медалі по днях | Медалі по днях | Медалі по днях | Медалі по днях |
| -------------- | -------------- | -------------- | -------------- | -------------- | -------------- | -------------- |
| День           | Дата           |                |                |                | Всього         |                |
| День 0         | 8-е            | —              | —              | —              | —              |                |
| День 1         | 9-е            | 0              | 0              | 0              | 0              |                |
| День 2         | 10-е           | 0              | 0              | 0              | 0              |                |
| День 3         | 11-е           | 0              | 0              | 0              | 0              |                |
| День 4         | 12-е           | 0              | 0              | 1              | 1              |                |
| День 5         | 13-е           | 0              | 0              | 2              | 2              |                |
| День 6         | 14-е           | 1              | 0              | 0              | 1              |                |
| День 7         | 15-е           | 2              | 0              | 0              | 2              |                |
| День 8         | 16-е           | 2              | 0              | 1              | 3              |                |
| День 9         | 17-е           | 0              | 1              | 1              | 2              |                |
| День 10        | 18-е           | 0              | 0              | 2              | 2              |                |
| День 11        | 19-е           | 0              | 1              | 0              | 1              |                |
| День 12        | 20-е           | 0              | 1              | 0              | 1              |                |
| День 13        | 21-е           | 0              | 0              | 1              | 1              |                |
| День 14        | 22-е           | 0              | 0              | 2              | 2              |                |
| День 15        | 23-е           | 2              | 1              | 3              | 6              |                |
| День 16        | 24-е           | 0              | 0              | 0              | 0              |                |

| Золото |                                                          |                                                                   |
| #      | Спортсмени                                               | Вид спорту                                                        |

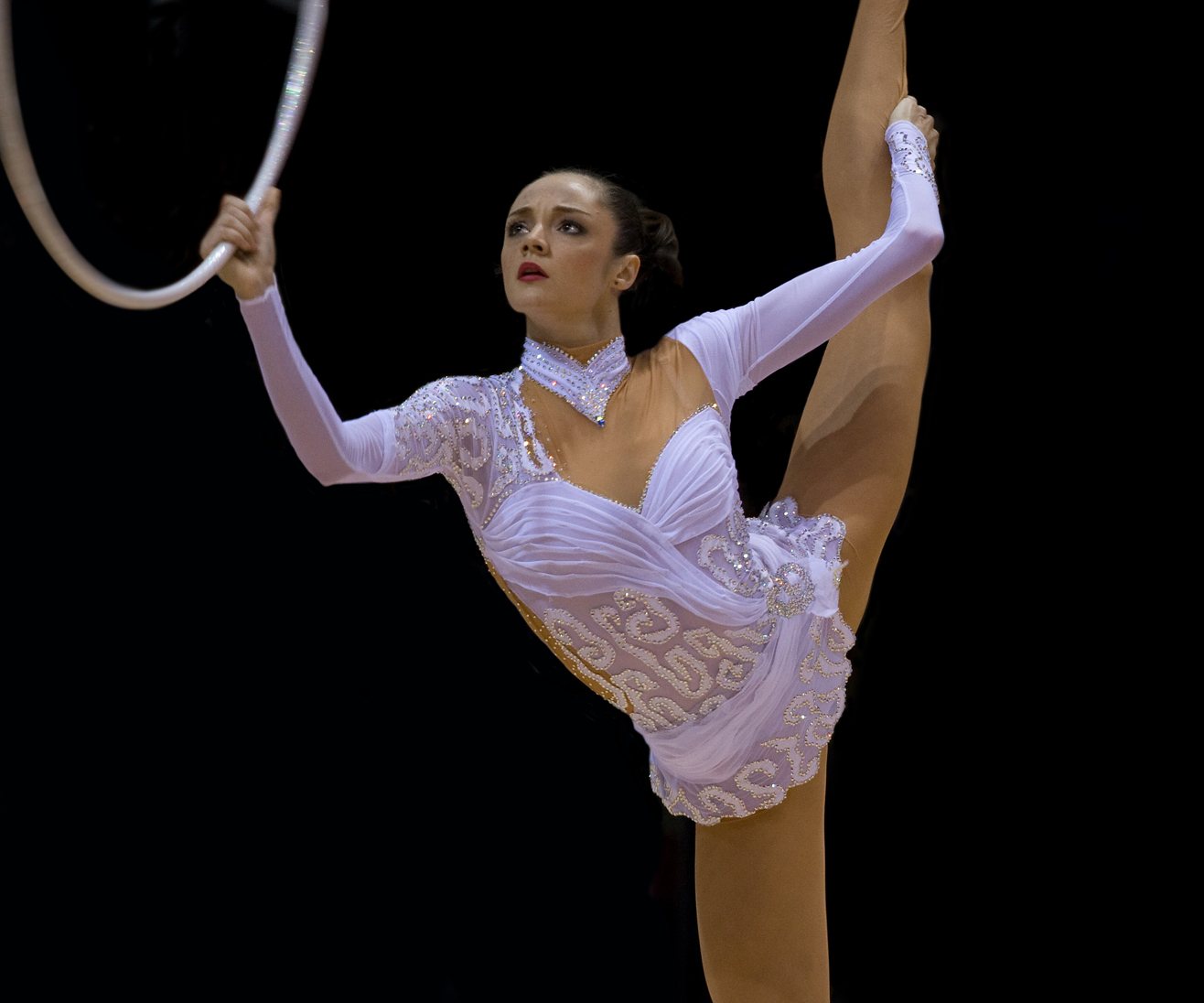
Анна Бессонова

| 1      | Галина Пундик, Ольга Харлан, Олена Хомрова, Ольга Жовнір | Фехтування — жінки, шабля, командна першість                      |
| 2      | Артур Айвазян                                            | Кульова стрільба - чоловіки, гвинтівка, лежачи, 50 м              |
| 3      | Віктор Рубан                                             | Стрільба з лука, чоловіки, особиста першість                      |
| 4      | Олександр Петрів                                         | Кульова стрільба — чоловіки, швидкісний пістолет, 25 м            |
| 5      | Наталя Добринська                                        | Легка атлетика — жінки, семиборство                               |
| 6      | Інна Осипенко-Радомська                                  | Веслування на байдарках та каное — жінки, байдарка одиночна, 500м |
| 7      | Василь Ломаченко                                         | Бокс — чоловіки, до 57 кг                                         |
| Срібло |                                                          |                                                                   |
| 1      | Юрій Сухоруков                                           | Кульова стрільба — чоловіки, гвинтівка з трьох позицій, 50 м      |
| 2      | Олена Антонова                                           | Легка атлетика — жінки, метання диску                             |
| 3      | Андрій Стаднік                                           | Вільна боротьба — чоловіки, до 66 кг                              |
| 4      | Ірина Ліщинська                                          | Легка атлетика — жінки, біг 1500м                                 |
| Бронза |                                                          |                                                                   |
| 1      | Роман Гонтюк                                             | Дзюдо — чоловіки, до 81 кг                                        |
| 2      | Ілля Кваша, Олексій Пригоров                             | Стрибким у воду — чоловіки, синхронні, трамплін 3 м               |
| 3      | Армен Варданян                                           | Греко-римська боротьба — чоловіки, до 66 кг                       |
| 4      | Ірина Мікульчин-Мерлені                                  | Вільна боротьба — жінки, до 48 кг                                 |
| 5      | Леся Калитовська                                         | Велоспорт — жінки, трек, індивідуальна гонка-переслідування       |
| 6      | Олександр Воробйов                                       | Спортивна гімнастика — чоловіки, вправи на кільцях                |
| 7      | Тарас Данько                                             | Вільна боротьба — чоловіки, до 84 кг                              |
| 8      | В'ячеслав Глазков                                        | Бокс — чоловіки, понад 91 кг                                      |
| 9      | Юрій Чебан                                               | Веслування на байдарках та каное — чоловіки, каное одиночне, 500м |
| 10     | Наталія Тобіас                                           | Легка атлетика — жінки, біг 1500м                                 |
| 11     | Ганна Безсонова                                          | Художня гімнастика                                                |

## Досягнення спортсменів

### Бадмінтон

#### Чоловіки. Одиночний розряд
| Спортсмен           | Перший раунд                     | Другий раунд      | Третій раунд      | Чвертьфінал       | Півфінал          | Фінал             | Фінал            |
| Спортсмен           | Противник Рахунок                | Противник Рахунок | Противник Рахунок | Противник Рахунок | Противник Рахунок | Противник Рахунок | Місце            |
| ------------------- | -------------------------------- | ----------------- | ----------------- | ----------------- | ----------------- | ----------------- | ---------------- |
| Дружченко Владислав | Вілле Лонг Поразка 21:12, 21:19. | Вибув зі змагань  | Вибув зі змагань  | Вибув зі змагань  | Вибув зі змагань  | Вибув зі змагань  | Вибув зі змагань |

#### Жінки. Одиночний розряд
| Спортсменка  | Перший раунд                           | Другий раунд                        | Третій раунд      | Чвертьфінал       | Півфінал          | Фінал             | Фінал             |
| Спортсменка  | Противник Рахунок                      | Противник Рахунок                   | Противник Рахунок | Противник Рахунок | Противник Рахунок | Противник Рахунок | Місце             |
| ------------ | -------------------------------------- | ----------------------------------- | ----------------- | ----------------- | ----------------- | ----------------- | ----------------- |
| Грига Лариса | Аньєзе Аллегріні Перемога 21:15, 21:11 | Саїна Нехваль Поразка 21:18, 21:10. | Вибула зі змагань | Вибула зі змагань | Вибула зі змагань | Вибула зі змагань | Вибула зі змагань |

### Бокс
Україну представляли сім боксерів. Четверо з них (Георгій Чигаєв, Василь Ломаченко, Дерев'янченко та Глазков) кваліфікувалися до Олімпійських ігор на Чемпіонаті світу з боксу 2007 року. Інші троє (Олександр Ключко, Олександр Стрецький, Усик) представляли країну завдяки успіхам на Європейському кваліфікаційному турнірі з боксу 2007 року.
Василь Ломаченко виграв золоту медаль у ваговій категорії до 57 кг. У першому ж раунді він здолав чемпіона світу у цій ваговій категорії росіянина Альберта Селімова. У Чикаго Ломаченко програв фінальний поєдинок саме Селімову.
В'ячеслав Глазков здобув бронзову нагороду у ваговій категорії понад 91 кг. Проте, він відмовився від півфінального двобою, оскільки у чвертьфіналі отримав серйозну травму: надрив ліктьових зв'язок.
| Спортсмен            | Вага         | Перший раунд                          | Другий раунд                   | Чвертьфінал                | Півфінал                      | Фінал                                               |
| Спортсмен            | Вага         | Суперник Результат                    | Суперник Результат             | Суперник Результат         | Суперник Результат            | Суперник Результат                                  |
| -------------------- | ------------ | ------------------------------------- | ------------------------------ | -------------------------- | ----------------------------- | --------------------------------------------------- |
| Георгій Чигаєв       | До 48 кг     | Давид Айрапетян Перемога 13-11        | Ямп'єр Ернандес Поразка 3-21   | Вибув зі змагань           | Вибув зі змагань              | Вибув зі змагань                                    |
| Василь Ломаченко     | До 57 кг     | Альберт Селімов Перемога 14-7         | Баходир Султонов Перемога 13-1 | Ян Лі Перемога 12-3        | Якуп Кіліч Перемога 10-1      | Хедафі Джелхір Перемога 51-1 Суддя зупинив поєдинок |
| Олександр Ключко     | До 60 кг     | Цин Ху Поразка 8-10                   | Вибув зі змагань               | Вибув зі змагань           | Вибув зі змагань              | Вибув зі змагань                                    |
| Олександр Стрецький  | До 69 кг     | Хільберт Ленін Кастільйо Перемога 9-6 | Туреано Джонсон Поразка 4-9    | Вибув зі змагань           | Вибув зі змагань              | Вибув зі змагань                                    |
| Сергій Дерев'янченко | До 75 кг     | Ван Цзяньчжен Перемога 15-6           | Еміліо Корреа Поразка 4-18     | Вибув зі змагань           | Вибув зі змагань              | Вибув зі змагань                                    |
| Олександр Усик       | До 91 кг     | Юйшань Ніцзяті Перемога 23-4          | Клементе Руссо Поразка 4-7     | Вибув зі змагань           | Вибув зі змагань              | Вибув зі змагань                                    |
| В'ячеслав Глазков    | Більше 91 кг |                                       | Роберт Альфонсо Перемога 5-3   | Невфель Уата Перемога 10-4 | Чжан Чжілей Поразка (відмова) |                                                     |

### Боротьба

#### Чоловіки. Вільна
| Спортсмен        | Вага      | Кваліфікація          | 1/8 фіналу                                               | Чвертьфінал                    | Півфінал                       | Повторний раунд 1   | Повторний раунд 2         | Фінал                      |
| Спортсмен        | Вага      | Противник Результат   | Противник Результат                                      | Противник Результат            | Противник Результат            | Противник Результат | Противник Результат       | Противник Результат        |
| ---------------- | --------- | --------------------- | -------------------------------------------------------- | ------------------------------ | ------------------------------ | ------------------- | ------------------------- | -------------------------- |
| Василь Федоришин | До 60 кг  |                       | Майк Задік Перемога 11-0                                 | Базар Базаргуруєв Перемога 3-1 | Юмото Кен'їті Перемога 4-2     |                     |                           | Мавлет Батиров Поразка DSQ |
| Андрій Стаднік   | До 66 кг  | Даг Шваб Перемога 6-0 | Сушил Кумар Перемога 8-1                                 | Альберт Батиров Перемога 8-6   | Леонід Спиридонов Перемога 3-0 |                     |                           | Рамзан Шахін Поразка 5-6   |
| Ібрагім Алдатов  | До 74 кг  |                       | Арсен Гітінов Поразка 4-5                                | Вибув зі змагань               | Вибув зі змагань               | Вибув зі змагань    | Вибув зі змагань          | Вибув зі змагань           |
| Тарас Данько     | До 84 кг  |                       | Харліс Москера Перемога 6-0                              | Юсуп Абдусаломов Поразка 0-7   |                                |                     | Сандіп Кумар Перемога 9-0 | Серхат Балці Перемога 3-0  |
| Георгій Тібілов  | До 96 кг  |                       | Ширвані Мурадов Поразка 1-2                              |                                |                                |                     | Хакан Коч Перемога 4-1    | Хетаг Газюмов Поразка 0-7  |
| Іван Іщенко      | До 120 кг |                       | Айдин Полатчі Поразка 3-2 1-3 за класифікаційними очками | Вибув зі змагань               | Вибув зі змагань               | Вибув зі змагань    | Вибув зі змагань          | Вибув зі змагань           |

#### Чоловіки. Греко-римська
| Спортсмен            | Вага      | Кваліфікація                                 | 1/8 фіналу                  | Чвертьфінал                   | Півфінал            | Повторний раунд 1   | Повторний раунд 2           | Фінал                        |
| Спортсмен            | Вага      | Противник Результат                          | Противник Результат         | Противник Результат           | Противник Результат | Противник Результат | Противник Результат         | Противник Результат          |
| -------------------- | --------- | -------------------------------------------- | --------------------------- | ----------------------------- | ------------------- | ------------------- | --------------------------- | ---------------------------- |
| Юрій Коваль          | До 55 кг  | Крістіан Фріс Поразка 7-10                   | Вибув зі змагань            | Вибув зі змагань              | Вибув зі змагань    | Вибув зі змагань    | Вибув зі змагань            | Вибув зі змагань             |
| Армен Варданян       | До 66 кг  |                                              | Фарід Мансуров Перемога 6-0 | Канатбек Бегалієв Поразка 3-5 |                     |                     | Джейк Дейтчлер Перемога 5-3 | Ніколай Гергов Перемога 11-4 |
| Володимир Шацьких    | До 74 кг  | Арсен Юлфалакінс Поразка 3-3 1-3 за раундами | Вибув зі змагань            | Вибув зі змагань              | Вибув зі змагань    | Вибув зі змагань    | Вибув зі змагань            | Вибув зі змагань             |
| Олександр Дараган    | До 84 кг  |                                              | Саман Тахмасебі Поразка 2-8 | Вибув зі змагань              | Вибув зі змагань    | Вибув зі змагань    | Вибув зі змагань            | Вибув зі змагань             |
| Олег Крьока          | До 96 кг  | Мехмет Озал Поразка 5-6                      | Вибув зі змагань            | Вибув зі змагань              | Вибув зі змагань    | Вибув зі змагань    | Вибув зі змагань            | Вибув зі змагань             |
| Олександр Чернецький | До 120 кг | Дремієль Баєрс Поразка 1-3                   | Вибув зі змагань            | Вибув зі змагань              | Вибув зі змагань    | Вибув зі змагань    | Вибув зі змагань            | Вибув зі змагань             |

#### Жінки. Вільна
Чемпіонка Афін Ірина Мерлені здобула бронзову нагороду, програвши у півфіналі своїй запеклій суперниці з Японії. Інші спортсменки не пройшли кваліфікацію.
| Спортсменка     | Вага     | Кваліфікація                | 1/8 фіналу                         | Чвертьфінал             | Півфінал            | Повторний раунд 1   | Повторний раунд 2      | Фінал                     |
| Спортсменка     | Вага     | Противник Результат         | Противник Результат                | Противник Результат     | Противник Результат | Противник Результат | Противник Результат    | Противник Результат       |
| --------------- | -------- | --------------------------- | ---------------------------------- | ----------------------- | ------------------- | ------------------- | ---------------------- | ------------------------- |
| Мікульчин Ірина | До 48 кг |                             | Цогтбазарин Енхжаргал Перемога 5-0 | Ітьо Тіхару Поразка 0-5 |                     |                     | Лі Сяомей Перемога 5-0 | Кларисса Чун Перемога 6-1 |
| Синишин Наталя  | До 55 кг | Мерсі Ван Дасен Поразка 5-8 | Вибула зі змагань                  | Вибула зі змагань       | Вибула зі змагань   | Вибула зі змагань   | Вибула зі змагань      | Вибула зі змагань         |
| Остапчук Юлія   | До 63 кг | Ренді Міллер Поразка 2-5    | Вибула зі змагань                  | Вибула зі змагань       | Вибула зі змагань   | Вибула зі змагань   | Вибула зі змагань      | Вибула зі змагань         |
| Ващук Оксана    | До 72 кг | Майдер Унда Поразка 1-4     | Вибула зі змагань                  | Вибула зі змагань       | Вибула зі змагань   | Вибула зі змагань   | Вибула зі змагань      | Вибула зі змагань         |

### Важка атлетика

#### Чоловіки
| Спортсмен        | Вага          | Ривок     | Ривок | Поштовх   | Поштовх | Всього | Місце |
| Спортсмен        | Вага          | Результат | Місце | Результат | Місце   | Всього | Місце |
| ---------------- | ------------- | --------- | ----- | --------- | ------- | ------ | ----- |
| Іванов Артем     | До 94 кг      | 170,0     | 12    | 210,0     | 11      | 380,0  | 10    |
| Ігор Разорьонов  | До 105 кг     | 187,0     | 6     | 223,0     | 8       | 410,0  | DSQ   |
| Торохтій Олексій | До 105 кг     | 177,0     | 2     | 213,0     | 3       | 390,0  | 11    |
| Шимечко Ігор     | Більше 105 кг | 201,0     | 5     | 232,0     | 6       | 433,0  | 5     |
| Удачин Артем     | Більше 105 кг | 207,0     | 2     | 235,0     | 5       | 442,0  | 4     |

#### Жінки

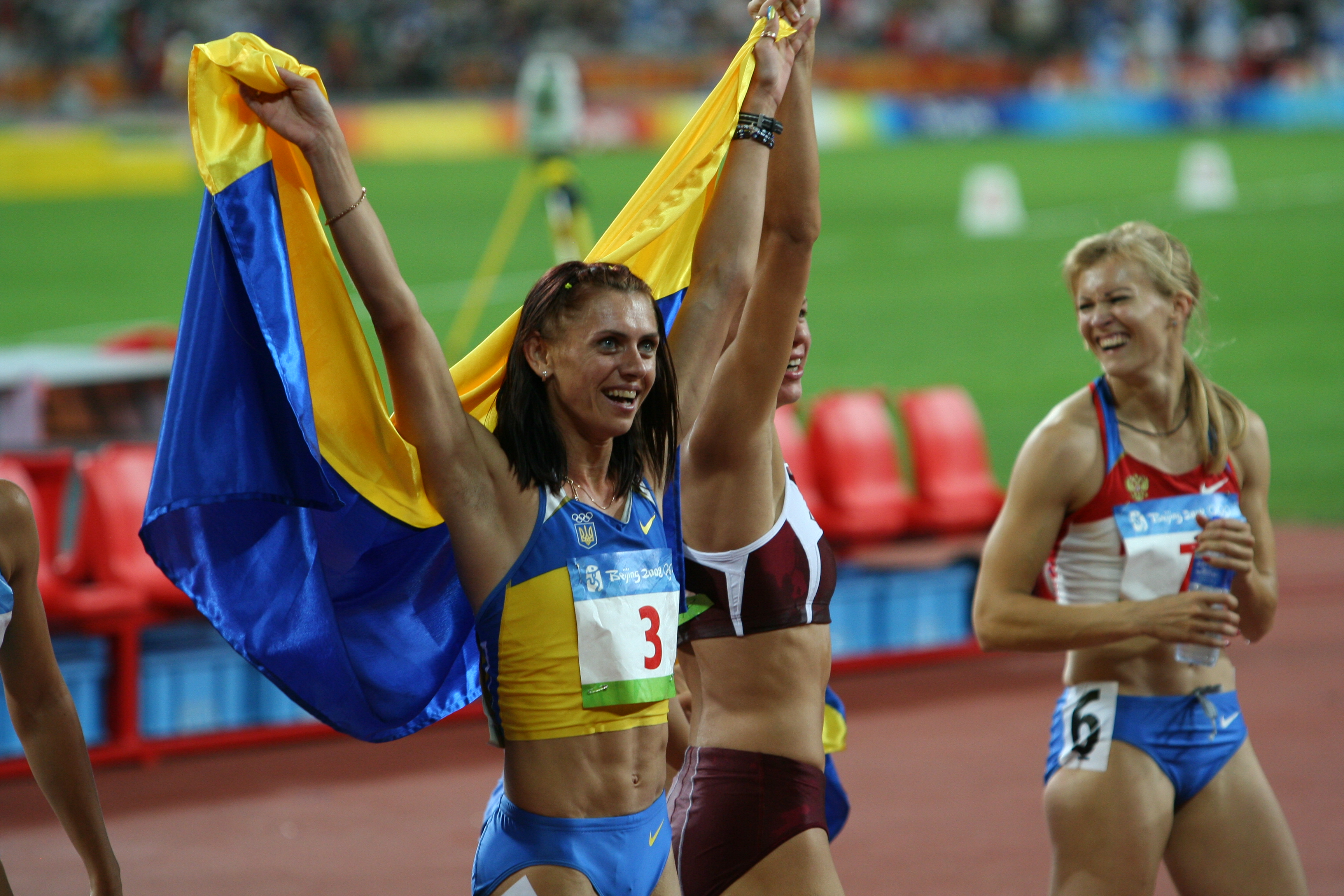
Людмила Блонська з українським прапором після завоювання другого місця у семиборстві. Спортсменку було дискваліфіковано та позбавлено нагороди через вживання допінгу

| Спортсменка     | Вага        | Ривок     | Ривок | Поштовх   | Поштовх | Всього | Місце |
| Спортсменка     | Вага        | Результат | Місце | Результат | Місце   | Всього | Місце |
| --------------- | ----------- | --------- | ----- | --------- | ------- | ------ | ----- |
| Наталя Давидова | До 69 кг    | 115,0     | 2     | 135,0     | 3       | 250,0  | DSQ   |
| Надія Миронюк   | До 75 кг    | 105,0     | 9     | 132,0     | 9       | 237,0  | 9     |
| Юлія Довгаль    | Понад 75 кг | 118,0     | 5     | 140,0     | 8       | 258,0  | 7     |
| Ольга Коробка   | Понад 75 кг | 124,0     | 2     | 153,0     | 2       | 277,0  | DSQ   |

27 жовтня 2016 року Міжнародний олімпійський комітет повідомив про те, Ольга Коробка позбавлена срібної медалі через застосування допінгу.
17 листопада 2016 року Міжнародний олімпійський комітет вирішив дискваліфікувати Наталію Давидову і позбавити її бронзової олімпійської медалі через вживання допінгу.

### Велоспорт

#### Маунтбайк
| Спортсмен      | Вид         | Час              | Позиція |
| -------------- | ----------- | ---------------- | ------- |
| Сергій Рисенко | Крос-кантрі | 1:55:59 - 3 кола | 42      |

#### Трек
До гонки-переслідування кваліфікувалася чоловіча команда. Індивідуально будуть виступати Володимир Дюдя, і Леся Калитовська. Остання братиме участь у груповій гонці.
Гонка-переслідування
| Спортсмен                                                     | Вид                      | Кваліфікація | Кваліфікація | 1-й Раунд                 | 1-й Раунд         | Фінал                 | Фінал             |
| Спортсмен                                                     | Вид                      | Час          | Місце        | Противник Час             | Місце             | Противник Час         | Місце             |
| ------------------------------------------------------------- | ------------------------ | ------------ | ------------ | ------------------------- | ----------------- | --------------------- | ----------------- |
| Володимир Дюдя                                                | Індивідуально (чоловіки) | 4:21.530     | 4            | Стівен Бурк 4:22.471      | 2                 | Вибув зі змагань      | Вибув зі змагань  |
| Віталій Попков                                                | Індивідуально (чоловіки) | 4:30.321     | 14           | Вибув зі змагань          | Вибув зі змагань  | Вибув зі змагань      | Вибув зі змагань  |
| Леся Калитовська                                              | Індивідуально (жінки)    | 3:31.942     | 3            | Вілія Серейкайте 3:31.785 | 1                 | Елісон Шенкс 3:31.413 |                   |
| Володимир Дюдя Любомир Полатайко Максим Поліщук Віталій Щедов | Командно (чоловіки)      | 4:07.883     | 9            | Вибули зі змагань         | Вибули зі змагань | Вибули зі змагань     | Вибули зі змагань |

Групова гонка
| Спортсмен                         | Вид                    | Очки/Кола | Місце |
| --------------------------------- | ---------------------- | --------- | ----- |
| Володимир Рибін                   | Чоловіки               | 8/16      | 14    |
| Леся Калитовська                  | Жінки                  | 10/10     | 5     |
| Любомир Полатайко Володимир Рибін | Парна гонка (чоловіки) | 0/13      | 15    |

#### Шосе
Чоловіки
| Спортсмен        | Вид           | Час                      | Місце        |
| ---------------- | ------------- | ------------------------ | ------------ |
| Андрій Грівко    | Групова гонка | Не фінішував             | Не фінішував |
| Денис Костюк     | Групова гонка | 6год 39хв 42сек (+15:53) | 77           |
| Підгірний Руслан | Групова гонка | 6год 34хв 22сек (+10:33) | 53           |
| Ярослав Попович  | Групова гонка | 6год 26хв 17сек (+2:28)  | 36           |

| Спортсмен     | Вид                 | Час                           | Місце |
| ------------- | ------------------- | ----------------------------- | ----- |
| Андрій Грівко | Індивідуальна гонка | 1год 08хв 01.25сек (+5:49.82) | 32    |
| Денис Костюк  | Індивідуальна гонка | 1год 09хв 04.04сек (+6:52.61) | 37    |

Жінки
| Спортсменка      | Вид           | Час                     | Місце |
| ---------------- | ------------- | ----------------------- | ----- |
| Євгенія Висоцька | Групова гонка | 3год 32хв 55сек (+0:31) | 22    |
| Оксана Кащишина  | Групова гонка | 3год 34хв 13сек (+1:49) | 42    |
| Тетяна Стяжкіна  | Групова гонка | 3год 33хв 17сек (+0:53) | 32    |

### Веслування академічне

#### Чоловіки. Четвірка парна
| Спортсмени                                                      | Кваліфікація | Кваліфікація | Повторна кваліфікація | Повторна кваліфікація | Півфінал | Півфінал | Фінал «В» | Фінал «В» |
| Спортсмени                                                      | Час          | Позиція      | Час                   | Позиція               | Час      | Позиція  | Час       | Позиція   |
| --------------------------------------------------------------- | ------------ | ------------ | --------------------- | --------------------- | -------- | -------- | --------- | --------- |
| Білоущенко Сергій Грінь Сергій Павловський Володимир Ликов Олег | 5:40.11      | 1            |                       |                       | 6:03.71  | 5        | 5:47.89   | 2 (8)*    |

* — загальне місце у дисципліні.

#### Жінки. Двійка парна
| Спортсменки                       | Кваліфікація | Кваліфікація | Повторна кваліфікація | Повторна кваліфікація | Фінал «В» | Фінал «В» |
| Спортсменки                       | Час          | Позиція      | Час                   | Позиція               | Час       | Позиція   |
| --------------------------------- | ------------ | ------------ | --------------------- | --------------------- | --------- | --------- |
| Дементьєва Яна Тарасенко Катерина | 7:25.03      | 5            | 7:06.77               | 4                     | 7:17.82   | 1 (7)*    |

* — загальне місце у дисципліні.

#### Жінки. Четвірка парна
| Спортсменки                                                            | Кваліфікація | Кваліфікація | Повторна кваліфікація | Повторна кваліфікація | Фінал   | Фінал   |
| Спортсменки                                                            | Час          | Позиція      | Час                   | Позиція               | Час     | Позиція |
| ---------------------------------------------------------------------- | ------------ | ------------ | --------------------- | --------------------- | ------- | ------- |
| Колесникова Тетяна Ляльчук Наталія Олефіренко Олена Спірюхова Світлана | 6:17.84      | 2            | 6:41.45               | 4                     | 6:20.02 | 4       |

### Веслування на байдарках та каное

#### Чоловіки
| Спортсмен                         | Вид        | Кваліфікація | Кваліфікація | Півфінал | Півфінал | Фінал             | Фінал             |
| Спортсмен                         | Вид        | Час          | Місце        | Час      | Місце    | Час               | Місце             |
| --------------------------------- | ---------- | ------------ | ------------ | -------- | -------- | ----------------- | ----------------- |
| Чебан Юрій                        | С-1, 500м  | 1:49.454     | 3            | 1:51.507 | 1        | 1:48.766          |                   |
| Чебан Юрій                        | С-1, 1000м | 4:23.188     | 6            | 4:06.095 | 7        | Вибув зі змагань  | Вибув зі змагань  |
| Безуглий Сергій Прокопенко Максим | С-2, 500м  | 1:42.054     | 3            |          |          | 1:44.157          | 8                 |
| Джалілов Руслан Крук Петро        | С-2, 1000м | 4:06.744     | 7            | 3:46.050 | 5        | Вибули зі змагань | Вибули зі змагань |

#### Жінки
| Спортсмен                | Вид       | Кваліфікація | Кваліфікація | Півфінал | Півфінал | Фінал    | Фінал |
| Спортсмен                | Вид       | Час          | Місце        | Час      | Місце    | Час      | Місце |
| ------------------------ | --------- | ------------ | ------------ | -------- | -------- | -------- | ----- |
| Осипенко-Радомська Ірина | К-1, 500м | 1:49.776     | 2            | 1:51.558 | 1        | 1:50.673 |       |

### Вітрильний спорт

#### Чоловіки
| Спортсмен       | Клас | Гонка | Гонка | Гонка | Гонка | Гонка | Гонка | Гонка | Гонка | Гонка | Гонка | Гонка | Очки | Місце |
| Спортсмен       | Клас | 1     | 2     | 3     | 4     | 5     | 6     | 7     | 8     | 9     | 10    | 11    | Очки | Місце |
| --------------- | ---- | ----- | ----- | ----- | ----- | ----- | ----- | ----- | ----- | ----- | ----- | ----- | ---- | ----- |
| Оберемко Максим | RS.X | 3     | 16    | 4     | 9     | 13    | 11    | 24    | 32    | 11    | 12    | —     | 113  | 12    |

| Спортсмен                      | Клас    | Гонка | Гонка | Гонка | Гонка | Гонка | Гонка | Гонка | Гонка | Гонка | Гонка | Гонка | Гонка | Гонка     | Гонка     | Гонка     | Гонка | Очки | Місце |
| Спортсмен                      | Клас    | 1     | 2     | 3     | 4     | 5     | 6     | 7     | 8     | 9     | 10    | 11*   | 12    | 13        | 14        | 15        | M*    | Очки | Місце |
| ------------------------------ | ------- | ----- | ----- | ----- | ----- | ----- | ----- | ----- | ----- | ----- | ----- | ----- | ----- | --------- | --------- | --------- | ----- | ---- | ----- |
| Леончук Георгій Лука Родіон    | 49er    | 6     | 11    | 12    | 15    | 17    | 18    | 13    | 15    | 8     | 15    | 10    | 14    | Скасовано | Скасовано | Скасовано | —     | 139  | 15    |
| Калінчев Павло Шафранюк Андрій | Торнадо | 4     | 15    | 6     | 13    | 15    | 11    | 12    | 14    | 13    | 11    | —     |       |           |           |           |       | 114  | 13    |

11=Медальна гонка для Торнадо; M=Медальна гока для 49er

#### Жінки
| Спортсменка     | Клас | Гонка | Гонка | Гонка | Гонка | Гонка | Гонка | Гонка | Гонка | Гонка | Гонка | Гонка | Очки | Місце |
| Спортсменка     | Клас | 1     | 2     | 3     | 4     | 5     | 6     | 7     | 8     | 9     | 10    | 11    | Очки | Місце |
| --------------- | ---- | ----- | ----- | ----- | ----- | ----- | ----- | ----- | ----- | ----- | ----- | ----- | ---- | ----- |
| Маслівець Ольга | RS.X | 5     | 6     | 14    | 11    | 10    | 1     | 4     | 12    | 12    | 12    | 5     | 83   | 8     |

### Гімнастика

#### Спортивна
Чоловіки
| Гончаров Валерій   | Багатоборство (індивідуально) |  |  |  |        | 16,000 | 13,850 | 29,850 | 89 | Не кваліфікувався | Не кваліфікувався |
| Воробйов Олександр | Багатоборство (індивідуально) |  |  |  | 16,250 |        |        | 16,250 | 96 | Не кваліфікувався | Не кваліфікувався |

| Спортсмен          | Снаряд | Очки А | Очки В | Штраф | Очки   | Місце |
| ------------------ | ------ | ------ | ------ | ----- | ------ | ----- |
| Воробйов Олександр | Кільця | 7,200  | 9,125  | 0,000 | 16,325 |       |

Жінки
| Голенкова Валентина                                                                               | Багатоборство (індивідуально) | 13,975 | 14,375 | 14,275 | 14,125 | 56,750  | 37 | Не кваліфікувалася | Не кваліфікувалася |
| Згоба Дарина                                                                                      | Багатоборство (індивідуально) |        | 15,675 | 14,875 |        | 30,550  | 81 | Не кваліфікувалася | Не кваліфікувалася |
| Коваль Анастасія                                                                                  | Багатоборство (індивідуально) |        | 16,325 |        | 13,000 | 29,325  | 85 | Не кваліфікувалася | Не кваліфікувалася |
| Аліна Козіч                                                                                       | Багатоборство (індивідуально) | 14,975 | 13,625 | 15,175 | 12,000 | 55,775  | 45 | Не кваліфікувалася | Не кваліфікувалася |
| Ірина Краснянська                                                                                 | Багатоборство (індивідуально) | 14,200 | 14,250 | 15,025 |        | 43,475  | 69 | Не кваліфікувалася | Не кваліфікувалася |
| Проскуріна Марина                                                                                 | Багатоборство (індивідуально) | 14,850 |        | 14,625 | 13,675 | 43,150  | 74 | Не кваліфікувалася | Не кваліфікувалася |
| Голенкова Валентина Згоба Дарина Коваль Анастасія Аліна Козіч Ірина Краснянська Проскуріна Марина | Багатоборство (команда)       | 58,000 | 60,625 | 59,700 | 52,800 | 231,125 | 11 | Не кваліфікувалися | Не кваліфікувалися |

| Спортсменка      | Знаряд            | Підхід А | Підхід В | Штраф | Очки   | Місце |
| ---------------- | ----------------- | -------- | -------- | ----- | ------ | ----- |
| Згоба Дарина     | Різновисокі бруси | 7,100    | 7,875    | 0,100 | 14,875 | 8     |
| Коваль Анастасія | Різновисокі бруси | 7,300    | 9,075    | 0,000 | 16,375 | 6     |

#### Стрибки на батуті
Чоловіки
| Спортсмен    | Вид           | Кваліфікація | Кваліфікація | Кваліфікація | Кваліфікація | Фінал | Фінал |
| Спортсмен    | Вид           | Раунд 1      | Раунд 2      | Очки         | Місце        | Очки  | Місце |
| ------------ | ------------- | ------------ | ------------ | ------------ | ------------ | ----- | ----- |
| Нікітін Юрій | Індивідуально | 30,40        | 40,10        | 70,70        | 4            | 39,80 | 5     |

Жінки
| Спортсмен    | Вид           | Кваліфікація | Кваліфікація | Кваліфікація | Кваліфікація | Фінал | Фінал |
| Спортсмен    | Вид           | Раунд 1      | Раунд 2      | Очки         | Місце        | Очки  | Місце |
| ------------ | ------------- | ------------ | ------------ | ------------ | ------------ | ----- | ----- |
| Мовчан Олена | Індивідуально | 28,10        | 36,70        | 64,80        | 6            | 36,60 | 4     |

#### Художня
| Спортсменка     | Вид                  | Кваліфікація | Кваліфікація | Кваліфікація | Кваліфікація | Кваліфікація | Кваліфікація | Фінал  | Фінал  | Фінал  | Фінал   | Фінал  | Фінал |
| Спортсменка     | Вид                  | Обруч        | М'яч         | Булави       | Стрічка      | Очки         | Місце        | Обруч  | М'яч   | Булави | Стрічка | Очки   | Місце |
| --------------- | -------------------- | ------------ | ------------ | ------------ | ------------ | ------------ | ------------ | ------ | ------ | ------ | ------- | ------ | ----- |
| Безсонова Ганна | Індивідуальні вправи | 17,950       | 18,450       | 18,100       | 18,325       | 72,825       | 3            | 17,975 | 17,775 | 17,900 | 18,225  | 71,875 |       |
| Годунко Наталія | Індивідуальні вправи | 17,500       | 17,375       | 17,650       | 16,875       | 69,400       | 6            | 16,700 | 17,500 | 17,525 | 17,125  | 68,850 | 7     |

| Спортсменки                                                                                   | Вид              | Кваліфікація | Кваліфікація        | Кваліфікація | Кваліфікація | Фінал     | Фінал               | Фінал  | Фінал |
| Спортсменки                                                                                   | Вид              | 5 стрічок    | 3 обручи та 2 м'ячі | Очки         | Місце        | 5 стрічок | 3 обручи та 2 м'ячі | Очки   | Місце |
| --------------------------------------------------------------------------------------------- | ---------------- | ------------ | ------------------- | ------------ | ------------ | --------- | ------------------- | ------ | ----- |
| Олена Дмитраш Віта Зубченко Аліна Максименко Віта Передерій Юлія Слободян Христина Черепеніна | Командні виступи | 15,800       | 15,825              | 31,625       | 6            | 15,975    | 15,125              | 31.100 | 8     |

### Дзюдо

#### Чоловіки
| Спортсмен        | Вага         | Раунд 1              | Раунд 1     | Раунд 2          | Раунд 2          | Раунд 3          | Раунд 3          | Чвертьфінал          | Чвертьфінал          | Півфінал             | Півфінал             | Фінал (золото)       | Фінал (золото)       | Фінал (золото)       |                  |
| Спортсмен        | Вага         | Противник            | Результат   | Противник        | Результат        | Противник        | Результат        | Противник            | Результат            | Противник            | Результат            | Противник            | Результат            | Місце                |                  |
| ---------------- | ------------ | -------------------- | ----------- | ---------------- | ---------------- | ---------------- | ---------------- | -------------------- | -------------------- | -------------------- | -------------------- | -------------------- | -------------------- | -------------------- | ---------------- |
| Максим Коротун   | До 60 кг     | Денілсон Лоуренсо    | 1001 / 0001 | Вибув зі змагань | Вибув зі змагань | Вибув зі змагань | Вибув зі змагань | Вибув зі змагань     | Вибув зі змагань     | Вибув зі змагань     | Вибув зі змагань     | Вибув зі змагань     | Вибув зі змагань     | Вибув зі змагань     |                  |
| Геннадій Білодід | До 73 кг     |                      |             | Саламу Межідов   | 1000 / 0000      | Расул Бакієв     | 1000 / 0000      | До повтроного раунду | До повтроного раунду | До повтроного раунду | До повтроного раунду | До повтроного раунду | До повтроного раунду | До повтроного раунду |                  |
| Роман Гонтюк     | До 81 кг     |                      |             | Сача Денанід     | 1010 / 0001      | Маріо Валлес     | 0110 / 0001      | Еван Бартон          | 0121 / 0010          | Оле Біфош            | 0011 / 0001          | До фіналу (бронза)   | До фіналу (бронза)   | До фіналу (бронза)   |                  |
| Валентин Греков  | До 90 кг     | Жозе Камачо Ласкарро | 1000 / 0000 | Вибув зі змагань | Вибув зі змагань | Вибув зі змагань | Вибув зі змагань | Вибув зі змагань     | Вибув зі змагань     | Вибув зі змагань     | Вибув зі змагань     | Вибув зі змагань     | Вибув зі змагань     | Вибув зі змагань     |                  |
| Євген Сотников   | Понад 100 кг |                      |             | Жоао Склайтер    | 0010 / 0001      | Вибув зі змагань | Вибув зі змагань | Вибув зі змагань     | Вибув зі змагань     | Вибув зі змагань     | Вибув зі змагань     | Вибув зі змагань     | Вибув зі змагань     | Вибув зі змагань     | Вибув зі змагань |

| Спортсмен        | Вага     | Повторний раунд 1 | Повторний раунд 1 | Повторний чвертьфінал | Повторний чвертьфінал | Повторний півфінал | Повторний півфінал | Фінал (бронза)        | Фінал (бронза)   | Фінал (бронза) |
| Спортсмен        | Вага     | Противник         | Результат         | Противник             | Результат             | Противник          | Результат          | Противник             | Результат        | Місце          |
| ---------------- | -------- | ----------------- | ----------------- | --------------------- | --------------------- | ------------------ | ------------------ | --------------------- | ---------------- | -------------- |
| Геннадій Білодід | До 73 кг | Ерік Кібанза      | 0011 / 0001       | Сі Ріїгава            | 0001 / 0000           | Леонардо Ґілхеріо  | 1000 / 0001        | Вибув зі змагань      | Вибув зі змагань | 7              |
| Роман Гонтюк     | До 71 кг |                   |                   |                       |                       |                    |                    | Дамдінсуренгін Нямхуу | 0110 / 0100      |                |

#### Жінки
| Людмила Луснікова | До 48 кг    |  |  | Чахнез Мбаркі | 0221 / 0000 | Кім Йонг Ран      | 0100 / 0000       | Вибула зі змагань    | Вибула зі змагань    | Вибула зі змагань    | Вибула зі змагань    | Вибула зі змагань    | Вибула зі змагань    | Вибула зі змагань    |                   |                   |
| Наталія Смаль     | До 70 кг    |  |  |               |             | Аннет Бохм        | 1001 / 0010       | До повторного раунду | До повторного раунду | До повторного раунду | До повторного раунду | До повторного раунду | До повторного раунду | До повторного раунду |                   |                   |
| Марина Прищепа    | До 78 кг    |  |  | Гейда Воллерт | 0011 / 0010 | Вибула зі змагань | Вибула зі змагань | Вибула зі змагань    | Вибула зі змагань    | Вибула зі змагань    | Вибула зі змагань    | Вибула зі змагань    | Вибула зі змагань    | Вибула зі змагань    |                   |                   |
| Марина Прокоф'єва | Понад 78 кг |  |  | Вен Тонг      | 1000 / 0000 | Вибула зі змагань | Вибула зі змагань | Вибула зі змагань    | Вибула зі змагань    | Вибула зі змагань    | Вибула зі змагань    | Вибула зі змагань    | Вибула зі змагань    | Вибула зі змагань    | Вибула зі змагань | Вибула зі змагань |

| Спортсменка   | Вага     | Повторний раунд 1 | Повторний раунд 1 | Повторний чвертьфінал | Повторний чвертьфінал | Повторний півфінал | Повторний півфінал | Фінал (бронза)    | Фінал (бронза)    | Фінал (бронза)    |
| Спортсменка   | Вага     | Противник         | Результат         | Противник             | Результат             | Противник          | Результат          | Противник         | Результат         | Місце             |
| ------------- | -------- | ----------------- | ----------------- | --------------------- | --------------------- | ------------------ | ------------------ | ----------------- | ----------------- | ----------------- |
| Наталія Смаль | До 70 кг | Гісель Менді      | 0201 / 0000       | Лейре Іглесіас        | 0011 / 0000           | Вибула зі змагань  | Вибула зі змагань  | Вибула зі змагань | Вибула зі змагань | Вибула зі змагань |

### Кінний спорт

#### Індивідуальні стрибки
| Спортсмен             | Кінь            | Інд. Раунд 1 | Інд. Раунд 1 | Інд. Раунд 2 | Інд. Раунд 2 | Інд. Раунд 2 | Інд. Раунд 3     | Інд. Раунд 3     | Інд. Раунд 3     | Фінал            | Фінал            | Фінал            | Фінал            | Фінал            | Фінал            |
| Спортсмен             | Кінь            | Інд. Раунд 1 | Інд. Раунд 1 | Інд. Раунд 2 | Інд. Раунд 2 | Інд. Раунд 2 | Інд. Раунд 3     | Інд. Раунд 3     | Інд. Раунд 3     | Раунд A          | Раунд A          | Раунд B          | Раунд B          | Всього           | Всього           |
| Спортсмен             | Кінь            | Штраф        | Місце        | Штраф        | Всього       | Місце        | Штраф            | Всього           | Місце            | Штраф            | Місце            | Штраф            | Місце            | Штраф            | Місце            |
| --------------------- | --------------- | ------------ | ------------ | ------------ | ------------ | ------------ | ---------------- | ---------------- | ---------------- | ---------------- | ---------------- | ---------------- | ---------------- | ---------------- | ---------------- |
| Жан-Клод Ван Генберге | Квінтіс         | 5            | 39           | 8            | 13           | 33           | 4                | 17               | 23               | 4                | 11               | 4                | 10               | 8                | 10               |
| Бйорн Нагель          | Меджік Бенгстон | 10           | 56           | 9            | 19           | 44           | Вибув зі змагань | Вибув зі змагань | Вибув зі змагань | Вибув зі змагань | Вибув зі змагань | Вибув зі змагань | Вибув зі змагань | Вибув зі змагань | Вибув зі змагань |
| Катарина Оффель       | Лорд Спеці      | 27           | 73           | 17           | 44           | 65           | Вибув зі змагань | Вибув зі змагань | Вибув зі змагань | Вибув зі змагань | Вибув зі змагань | Вибув зі змагань | Вибув зі змагань | Вибув зі змагань | Вибув зі змагань |
| Олександр Онищенко    | Кодар           | 18           | 70           | Виключено    | Виключено    | Виключено    | Вибув зі змагань | Вибув зі змагань | Вибув зі змагань | Вибув зі змагань | Вибув зі змагань | Вибув зі змагань | Вибув зі змагань | Вибув зі змагань | Вибув зі змагань |

#### Командні стрибки
| Спортсмени                                                            | Коні                                     | Фінал 1 | Фінал 1 | Фінал 2           | Фінал 2           | Фінал 2           |
| Спортсмени                                                            | Коні                                     | Штраф   | Місце   | Штраф             | Всього            | Місце             |
| --------------------------------------------------------------------- | ---------------------------------------- | ------- | ------- | ----------------- | ----------------- | ----------------- |
| Жан-Клод Ван Генберге Бйорн Нагель Катарина Оффель Олександр Онищенко | Квінтіс Меджік Бенгстон Лорд Спеці Кодар | 34      | 12      | Вибули зі змагань | Вибули зі змагань | Вибули зі змагань |

### Легка атлетика

#### Чоловіки

##### Бігові види
| Спортсмен             | Дистанція         | Кваліфікація   | Кваліфікація   | Чвертьфінал       | Чвертьфінал       | Півфінал          | Півфінал          | Фінал             | Фінал             |
| Спортсмен             | Дистанція         | Час            | Місце          | Час               | Місце             | Час               | Місце             | Час               | Місце             |
| --------------------- | ----------------- | -------------- | -------------- | ----------------- | ----------------- | ----------------- | ----------------- | ----------------- | ----------------- |
| Дмитро Глущенко       | 100 м             | 10,92          | 49             | Не кваліфікувався | Не кваліфікувався | Не кваліфікувався | Не кваліфікувався | Не кваліфікувався | Не кваліфікувався |
| Ігор Бодров           | 200 м             | 21,38          | 54             | Не кваліфікувався | Не кваліфікувався | Не кваліфікувався | Не кваліфікувався | Не кваліфікувався | Не кваліфікувався |
| Михайло Книш          | 400 м             | 46,28          | 36             | Не кваліфікувався | Не кваліфікувався | Не кваліфікувався | Не кваліфікувався | Не кваліфікувався | Не кваліфікувався |
| Сергій Демідюк        | 110 м з бар'єрами | Участі не брав | Участі не брав | Участі не брав    | Участі не брав    | Участі не брав    | Участі не брав    | Участі не брав    | Участі не брав    |
| Іван Гешко            | 1500 м            | 3:30.33        | 4              | 3:43.95           | 50                | Не стартував      | Не стартував      | Вибув зі змагань  | Вибув зі змагань  |
| Андрій Ковенко        | 20 км ходьба      |                |                |                   |                   |                   |                   | 1:22:59           | 24                |
| Сергій Будза          | 50 км ходьба      |                |                |                   |                   |                   |                   | 3:58:21           | 24                |
| Олексій Казанін       | 50 км ходьба      |                |                |                   |                   |                   |                   | Не фінішував      | Не фінішував      |
| Олексій Шелест        | 50 км ходьба      |                |                |                   |                   |                   |                   | 3:59:46           | 27                |
| Кузин Олександр       | Марафон           |                |                |                   |                   |                   |                   | Не фінішував      | Не фінішував      |
| Василь Матвійчук      | Марафон           |                |                |                   |                   |                   |                   | 2:17:50           | 27                |
| Ситковський Олександр | Марафон           |                |                |                   |                   |                   |                   | Не фінішував      | Не фінішував      |

##### Польові види
| Спортсмен         | Вид                | Кваліфікація   | Кваліфікація   | Чвертьфінал       | Чвертьфінал       | Півфінал          | Півфінал          | Фінал             | Фінал             |
| Спортсмен         | Вид                | Результат      | Місце          | Результат         | Місце             | Результат         | Місце             | Результат         | Місце             |
| ----------------- | ------------------ | -------------- | -------------- | ----------------- | ----------------- | ----------------- | ----------------- | ----------------- | ----------------- |
| Олександр Корчмід | Стрибки з жердиною | 5,45           | 11             | Не кваліфікувався | Не кваліфікувався | Не кваліфікувався | Не кваліфікувався | Не кваліфікувався | Не кваліфікувався |
| Максим Мазурик    | Стрибки з жердиною | 5,55           | 8              | Не кваліфікувався | Не кваліфікувався | Не кваліфікувався | Не кваліфікувався | Не кваліфікувався | Не кваліфікувався |
| Денис Юрченко     | Стрибки з жердиною | 5,65           | 2              |                   |                   |                   |                   | 5,70              | DSQ               |
| Олексій Лукашевич | Стрибки в довжину  | Участі не брав | Участі не брав | Участі не брав    | Участі не брав    | Участі не брав    | Участі не брав    | Участі не брав    | Участі не брав    |
| Андрій Макарчев   | Стрибки в довжину  | 7,77           | 12             | Не кваліфікувався | Не кваліфікувався | Не кваліфікувався | Не кваліфікувався | Не кваліфікувався | Не кваліфікувався |
| Віктор Кузнєцов   | Потрійний стрибок  | 17,11          | 7              |                   |                   |                   |                   | 16,87             | 8                 |
| Микола Саволайнен | Потрійний стрибок  | 17,00          | 7              | Не кваліфікувався | Не кваліфікувався | Не кваліфікувався | Не кваліфікувався | Не кваліфікувався | Не кваліфікувався |
| Віктор Ястребов   | Потрійний стрибок  | 16,52          | 13             | Не кваліфікувався | Не кваліфікувався | Не кваліфікувався | Не кваліфікувався | Не кваліфікувався | Не кваліфікувався |
| Дмитро Дем'янюк   | Стрибки у висоту   | 2,20           | 10             | Не кваліфікувався | Не кваліфікувався | Не кваліфікувався | Не кваліфікувався | Не кваліфікувався | Не кваліфікувався |
| Юрій Крімаренко   | Стрибки у висоту   | 2,15           | 17             | Не кваліфікувався | Не кваліфікувався | Не кваліфікувався | Не кваліфікувався | Не кваліфікувався | Не кваліфікувався |
| Олександр Нартов  | Стрибки у висоту   | 2,10           | 20             | Не кваліфікувався | Не кваліфікувався | Не кваліфікувався | Не кваліфікувався | Не кваліфікувався | Не кваліфікувався |
| Юрій Білоног      | Штовхання ядра     | 20,16          | 4              |                   |                   |                   |                   | 20,63             | 6                 |
| Олексій Семенов   | Штовхання ядра     | 20,01          | 7              | Не кваліфікувався | Не кваліфікувався | Не кваліфікувався | Не кваліфікувався | Не кваліфікувався | Не кваліфікувався |
| Роман Авраменко   | Метання списа      | 71,64          | 14             | Не кваліфікувався | Не кваліфікувався | Не кваліфікувався | Не кваліфікувався | Не кваліфікувався | Не кваліфікувався |
| Євген Виноградов  | Метання молота     | 74,49          | 6              | Не кваліфікувався | Не кваліфікувався | Не кваліфікувався | Не кваліфікувався | Не кваліфікувався | Не кваліфікувався |
| Рубанко Артем     | Метання молота     | 74,47          | 9              | Не кваліфікувався | Не кваліфікувався | Не кваліфікувався | Не кваліфікувався | Не кваліфікувався | Не кваліфікувався |
| Ігор Тугай        | Метання молота     | 71,89          | 12             | Не кваліфікувався | Не кваліфікувався | Не кваліфікувався | Не кваліфікувався | Не кваліфікувався | Не кваліфікувався |
| Андрій Семенов    | Метання диска      | 60,18          | 13             | Не кваліфікувався | Не кваліфікувався | Не кваліфікувався | Не кваліфікувався | Не кваліфікувався | Не кваліфікувався |

Місця у кваліфікації вказані для групи, а не загальне місце, яке посів спортсмен.

##### Десятиборство
| Спортсмен        | Біг 100 м | Біг 100 м | Стибки у довжину | Стибки у довжину | Штовхання ядра | Штовхання ядра | Стрибки у висоту | Стрибки у висоту | Біг 400 м | Біг 400 м | Біг 110 м з бар'єрами | Біг 110 м з бар'єрами | Метання диску | Метання диску | Стрибки з жердиною | Стрибки з жердиною | Метання списа | Метання списа | Біг 1500 м | Біг 1500 м | Фінал       | Фінал |
| Спортсмен        | Час       | Очки      | Довжина          | Очки             | Довжна         | Очки           | Висота           | Очки             | Час       | Очки      | Час                   | Очки                  | Довжна        | Очки          | Висота             | Очки               | Довжина       | Очки          | Час        | Очки       | Всього очок | Місце |
| ---------------- | --------- | --------- | ---------------- | ---------------- | -------------- | -------------- | ---------------- | ---------------- | --------- | --------- | --------------------- | --------------------- | ------------- | ------------- | ------------------ | ------------------ | ------------- | ------------- | ---------- | ---------- | ----------- | ----- |
| Олексій Касьянов | 10,53     | 968       | 7,56             | 950              | 15,15          | 799            | 1,96             | 767              | 47,70     | 924       | 14,37                 | 927                   | 48,39         | 837           | 4,30               | 702                | 51,59         | 612           | 4:28.94    | 752        | 8238        | 7     |

#### Жінки

##### Бігові види
| Спортсменка                                                  | Дистанція         | Кваліфікація | Кваліфікація | Чвертьфінал        | Чвертьфінал        | Півфінал           | Півфінал           | Фінал              | Фінал              |
| Спортсменка                                                  | Дистанція         | Час          | Місце        | Час                | Місце              | Час                | Місце              | Час                | Місце              |
| ------------------------------------------------------------ | ----------------- | ------------ | ------------ | ------------------ | ------------------ | ------------------ | ------------------ | ------------------ | ------------------ |
| Наталія Погребняк                                            | 100 м             | 11,60        | 4            | 11,55              | 8                  | Вибула зі змагань  | Вибула зі змагань  | Вибула зі змагань  | Вибула зі змагань  |
| Наталія Пигида                                               | 200 м             | 22,91        | 1            | 23,03              | 4                  | 22,95              | 6                  | Вибула зі змагань  | Вибула зі змагань  |
| Антоніна Єфремова                                            | 400 м             | 53,22        | 6            | Не кваліфікувався  | Не кваліфікувався  | Не кваліфікувався  | Не кваліфікувався  | Не кваліфікувався  | Не кваліфікувався  |
| Юлія Кревсун                                                 | 800 м             | 2:00.21      | 1            |                    |                    | 1:57.32            | 2                  | 1:58.73            | 7                  |
| Тетяна Петлюк                                                | 800 м             | 2:00.00      | 2            |                    |                    | 1:59.27            | 4                  | Вибула зі змагань  | Вибула зі змагань  |
| Ірина Ліщинська                                              | 1500 м            | 4:13.60      | 1            |                    |                    |                    |                    | 4:01.63            |                    |
| Анна Міщенко                                                 | 1500 м            | 4:05.61      | 4            |                    |                    |                    |                    | 4:05.13            | 9                  |
| Наталія Тобіас                                               | 1500 м            | 4:03.19      | 2            |                    |                    |                    |                    | 4:01.78            |                    |
| Наталя Беркут                                                | 10 000 м          |              |              |                    |                    |                    |                    | Не стартувала      | Не стартувала      |
| Євгенія Снігур                                               | 100 м з бар'єрами | 13,06        | 5            | Не кваліфікувалася | Не кваліфікувалася | Не кваліфікувалася | Не кваліфікувалася | Не кваліфікувалася | Не кваліфікувалася |
| Анастасія Рабченюк                                           | 400 м з бар'єрами | 55,18        | 2            |                    |                    | 54,60              | 2                  | 53,96              | 4                  |
| Валентина Горпинич                                           | Марафон           | 9:43.95      | 11           | Не кваліфікувалася | Не кваліфікувалася | Не кваліфікувалася | Не кваліфікувалася | Не кваліфікувалася | Не кваліфікувалася |
| Наталія Пигида Наталія Погребняк Ірина Шепетюк Щербак Оксана | Естафета 4×100 м  | 43,22        | 7            |                    |                    | Дискваліфіковано   | Дискваліфіковано   | Дискваліфіковано   | Дискваліфіковано   |
| Ксенія Карандюк Тетяна Петлюк Наталія Пигида Оксана Щербак   | Естафета 4×400 м  | 3:27.91      | 5            | Не кваліфікувалися | Не кваліфікувалися | Не кваліфікувалися | Не кваліфікувалися | Не кваліфікувалися | Не кваліфікувалися |
| Зозуля Віра                                                  | 20 км ходьба      |              |              |                    |                    |                    |                    | 1:30:31            | 17                 |
| Надія Прокопук                                               | 20 км ходьба      |              |              |                    |                    |                    |                    | 1:35:50            | 34                 |
| Тетяна Філонюк                                               | Марафон           |              |              |                    |                    |                    |                    | 2:33:35            | 31                 |
| Надія Прокопук                                               | Марафон           |              |              |                    |                    |                    |                    | 2:55:39            | 69                 |

Місця у кваліфікаційних змаганнях вказані для групи, а не загальне місце, яке зайняла спортсменка.

##### Польові види
| Спортсменка        | Дистанція          | Кваліфікація     | Кваліфікація     | Чвертьфінал        | Чвертьфінал        | Півфінал           | Півфінал           | Фінал              | Фінал              |
| Спортсменка        | Дистанція          | Результат        | Місце            | Результат          | Місце              | Результат          | Місце              | Результат          | Місце              |
| ------------------ | ------------------ | ---------------- | ---------------- | ------------------ | ------------------ | ------------------ | ------------------ | ------------------ | ------------------ |
| Наталія Кущ        | Стрибки з жердиною | 4,15             | 13               | Не кваліфікувалася | Не кваліфікувалася | Не кваліфікувалася | Не кваліфікувалася | Не кваліфікувалася | Не кваліфікувалася |
| Віта Паламар       | Стрибки у висоту   | 1,93             | 3                |                    |                    |                    |                    | 1,99               | DSQ                |
| Вікторія Стьопіна  | Стрибки у висоту   | 1,93             | 3                |                    |                    |                    |                    | 1,93               | 12                 |
| Людмила Блонська   | Стрибки у довжину  | Дискваліфіковано | Дискваліфіковано | Дискваліфіковано   | Дискваліфіковано   | Дискваліфіковано   | Дискваліфіковано   | Дискваліфіковано   | Дискваліфіковано   |
| Вікторія Рибалка   | Стрибки у довжину  | 6,43             | 12               | Не кваліфікувалася | Не кваліфікувалася | Не кваліфікувалася | Не кваліфікувалася | Не кваліфікувалася | Не кваліфікувалася |
| Олександра Стаднюк | Стрибки у довжину  | 6,19             | 17               | Не кваліфікувалася | Не кваліфікувалася | Не кваліфікувалася | Не кваліфікувалася | Не кваліфікувалася | Не кваліфікувалася |
| Лілія Кулик        | Потрійний стрибок  | 13,66            | 12               | Не кваліфікувалася | Не кваліфікувалася | Не кваліфікувалася | Не кваліфікувалася | Не кваліфікувалася | Не кваліфікувалася |
| Мамєєва Світлана   | Потрійний стрибок  | 14,01            | 10               | Не кваліфікувалася | Не кваліфікувалася | Не кваліфікувалася | Не кваліфікувалася | Не кваліфікувалася | Не кваліфікувалася |
| Ольга Саладуха     | Потрійний стрибок  | 14,46            | 4                |                    |                    |                    |                    | 14,70              | 9                  |
| Іванкова Ольга     | Метання списа      | 57,05            | 11               | Не кваліфікувалася | Не кваліфікувалася | Не кваліфікувалася | Не кваліфікувалася | Не кваліфікувалася | Не кваліфікувалася |
| Тетяна Ляхович     | Метання списа      | 55,50            | 18               | Не кваліфікувалася | Не кваліфікувалася | Не кваліфікувалася | Не кваліфікувалася | Не кваліфікувалася | Не кваліфікувалася |
| Віра Ребрик        | Метання списа      | 59,05            | 10               | Не кваліфікувалася | Не кваліфікувалася | Не кваліфікувалася | Не кваліфікувалася | Не кваліфікувалася | Не кваліфікувалася |
| Ірина Новожилова   | Метання молота     | 68,11            | 11               | Не кваліфікувалася | Не кваліфікувалася | Не кваліфікувалася | Не кваліфікувалася | Не кваліфікувалася | Не кваліфікувалася |
| Інна Саєнко        | Метання молота     | 66,92            | 14               | Не кваліфікувалася | Не кваліфікувалася | Не кваліфікувалася | Не кваліфікувалася | Не кваліфікувалася | Не кваліфікувалася |
| Ірина Секачова     | Метання молота     | 67,47            | 12               | Не кваліфікувалася | Не кваліфікувалася | Не кваліфікувалася | Не кваліфікувалася | Не кваліфікувалася | Не кваліфікувалася |
| Олена Антонова     | Метання диска      | 61,25            | 6                |                    |                    |                    |                    | 62,59              |                    |
| Катерина Карсак    | Метання диска      | 58,61            | 12               | Не кваліфікувалася | Не кваліфікувалася | Не кваліфікувалася | Не кваліфікувалася | Не кваліфікувалася | Не кваліфікувалася |
| Наталія Семенова   | Метання диска      | 60,18            | 8                | Не кваліфікувалася | Не кваліфікувалася | Не кваліфікувалася | Не кваліфікувалася | Не кваліфікувалася | Не кваліфікувалася |

Місця у кваліфікаційних змаганнях вказані для групи, а не загальне місце, яке зайняла спортсменка.

##### Семиборство
| Спортсменка        | Біг 100 м з бар'єрами | Біг 100 м з бар'єрами | Стрибки у висоту | Стрибки у висоту | Штовхання ядра | Штовхання ядра | Біг 200 м | Біг 200 м | Стибки у довжину | Стибки у довжину | Метання списа | Метання списа | Біг 800 м | Біг 800 м | Фінал       | Фінал            |
| Спортсменка        | Час                   | Очки                  | Висота           | Очки             | Довжина        | Очки           | Час       | Очки      | Довжина          | Очки             | Довжина       | Очки          | Час       | Очки      | Всього очок | Місце            |
| ------------------ | --------------------- | --------------------- | ---------------- | ---------------- | -------------- | -------------- | --------- | --------- | ---------------- | ---------------- | ------------- | ------------- | --------- | --------- | ----------- | ---------------- |
| Людмила Блонська   | 13,31                 | 1078                  | 1,86             | 1054             | 14,29          | 813            | 24,14     | 967       | 6,48             | 1001             | 47,60         | 814           | 2:09.44   | 973       | 6700        | Дискваліфіковано |
| Наталія Добринська | 13,44                 | 1059                  | 1,80             | 978              | 17,29          | 1015           | 24,39     | 944       | 6,63             | 1049             | 48,60         | 833           | 2:17.72   | 855       | 6733        |                  |
| Ганна Мельченко    | 13,52                 | 1047                  | 1,80             | 978              | 13,18          | 739            | 24,35     | 947       | 6,40             | 975              | 35,89         | 589           | 2:15.23   | 890       | 6165        | 14               |

### Плавання

#### Чоловіки
| Спортсмен                                              | Стиль                       | Кваліфікація | Кваліфікація | Півфінал           | Півфінал           | Фінал              | Фінал              |
| Спортсмен                                              | Стиль                       | Час          | Місце        | Час                | Місце              | Час                | Місце              |
| ------------------------------------------------------ | --------------------------- | ------------ | ------------ | ------------------ | ------------------ | ------------------ | ------------------ |
| Юрій Єгошин                                            | 50 м вільний стиль          | 22.77        | 42           | Не кваліфікувався  | Не кваліфікувався  | Не кваліфікувався  | Не кваліфікувався  |
| Юрій Єгошин                                            | 100 м вільний стиль         | 49.56        | 37           | Не кваліфікувався  | Не кваліфікувався  | Не кваліфікувався  | Не кваліфікувався  |
| Сергій Адвена                                          | 200 м вільний стиль         | 1:48.18      | 23           | Не кваліфікувався  | Не кваліфікувався  | Не кваліфікувався  | Не кваліфікувався  |
| Сергій Фесенко                                         | 400 м вільний стиль         | 3:47.75      | 16           | Не кваліфікувався  | Не кваліфікувався  | Не кваліфікувався  | Не кваліфікувався  |
| Сергій Фесенко                                         | 1500 м вільний стиль        | 15:13.03     | 17           | Не кваліфікувався  | Не кваліфікувався  | Не кваліфікувався  | Не кваліфікувався  |
| Олександр Ісаков                                       | 100 м на спині              | 56.55        | 38           | Не кваліфікувався  | Не кваліфікувався  | Не кваліфікувався  | Не кваліфікувався  |
| Олександр Ісаков                                       | 200 м на спині              | 2:03.59      | 39           | Не кваліфікувався  | Не кваліфікувався  | Не кваліфікувався  | Не кваліфікувався  |
| Ігор Борисик                                           | 100 м брасом                | 1:00.31      | 8            | 1:00.55            | 8                  | 1:00.20            | 7                  |
| Олег Лісогор                                           | 100 м брасом                | 1:00.65      | 12           | 1:00.31            | 8                  | Вибув зі змагань   | Вибув зі змагань   |
| Ігор Борисик                                           | 200 м брасом                | 2:11.08      | 14           | 2:10.99            | 14                 | Вибув зі змагань   | Вибув зі змагань   |
| Валерій Димо                                           | 200 м брасом                | 2:11.65      | 22           | Не кваліфікувався  | Не кваліфікувався  | Не кваліфікувався  | Не кваліфікувався  |
| Андрій Сердінов                                        | 100 м батерфляєм            | 51.10        | 3            | 51.41              | 6                  | 51.59              | 7                  |
| Сергій Бреус                                           | 100 м батерфляєм            | 51.82        | 7            | 52.05              | 13                 | Не кваліфікувався  | Не кваліфікувався  |
| Сергій Адвена                                          | 200 м батерфляєм            | 1:56.24      | 14           | 1:56.64            | 15                 | Не кваліфікувався  | Не кваліфікувався  |
| Денис Силантьєв                                        | 200 м батерфляєм            | 1:57.02      | 21           | Не кваліфікувався  | Не кваліфікувався  | Не кваліфікувався  | Не кваліфікувався  |
| Вадим Лепський                                         | 200 м комплексом            | 2:01.73      | 28           | Не кваліфікувався  | Не кваліфікувався  | Не кваліфікувався  | Не кваліфікувався  |
| Вадим Лепський                                         | 400 м комплексом            | 4:20.96      | 20           | Не кваліфікувався  | Не кваліфікувався  | Не кваліфікувався  | Не кваліфікувався  |
| Сергій Бреус Валерій Димо Олександр Ісаков Юрій Єгошин | Естафета 4×100 м комплексом | 3:38.76      | 15           | Не кваліфікувалися | Не кваліфікувалися | Не кваліфікувалися | Не кваліфікувалися |
| Ігор Червинський                                       | Марафон 10 км               |              |              |                    |                    | 1:52:14.7          | 12                 |

#### Жінки
| Спортсменка                                                      | Стиль                          | Кваліфікація | Кваліфікація | Півфінал           | Півфінал           | Фінал              | Фінал              |
| Спортсменка                                                      | Стиль                          | Час          | Місце        | Час                | Місце              | Час                | Місце              |
| ---------------------------------------------------------------- | ------------------------------ | ------------ | ------------ | ------------------ | ------------------ | ------------------ | ------------------ |
| Оксана Серікова                                                  | 50 м вільний стиль             | 25.65        | 32           | Не кваліфікувалася | Не кваліфікувалася | Не кваліфікувалася | Не кваліфікувалася |
| Дарина Степанюк                                                  | 100 м вільний стиль            | 55.51        | 27           | Не кваліфікувалася | Не кваліфікувалася | Не кваліфікувалася | Не кваліфікувалася |
| Наталія Худякова                                                 | 200 м вільний стиль            | 2:02.27      | 35           | Не кваліфікувалася | Не кваліфікувалася | Не кваліфікувалася | Не кваліфікувалася |
| Наталія Худякова                                                 | 400 м вільний стиль            | 4:18.34      | 33           | Не кваліфікувалася | Не кваліфікувалася | Не кваліфікувалася | Не кваліфікувалася |
| Ірина Амшеннікова                                                | 100 м на спині                 | 1:02.85      | 37           | Не кваліфікувалася | Не кваліфікувалася | Не кваліфікувалася | Не кваліфікувалася |
| Катерина Зубкова                                                 | 100 м на спині                 | 1:01.25      | 21           | Не кваліфікувалася | Не кваліфікувалася | Не кваліфікувалася | Не кваліфікувалася |
| Ірина Амшеннікова                                                | 200 м на спині                 | 2:15.78      | 33           | Не кваліфікувалася | Не кваліфікувалася | Не кваліфікувалася | Не кваліфікувалася |
| Катерина Зубкова                                                 | 200 м на спині                 | 2:12.64      | 21           | Не кваліфікувалася | Не кваліфікувалася | Не кваліфікувалася | Не кваліфікувалася |
| Анна Хлістунова                                                  | 100 м брасом                   | 1:09.95      | 25           | Не кваліфікувалася | Не кваліфікувалася | Не кваліфікувалася | Не кваліфікувалася |
| Юлія Підлісна                                                    | 100 м брасом                   | 1:09.72      | 24           | Не кваліфікувалася | Не кваліфікувалася | Не кваліфікувалася | Не кваліфікувалася |
| Юлія Підлісна                                                    | 200 м брасом                   | 2:28.84      | 23           | Не кваліфікувалася | Не кваліфікувалася | Не кваліфікувалася | Не кваліфікувалася |
| Катерина Зубкова                                                 | 100 м батерфляй                | 0:58.99      | 24           | Не кваліфікувалася | Не кваліфікувалася | Не кваліфікувалася | Не кваліфікувалася |
| Тетяна Хала                                                      | 200 м батерфляй                | 2:12.16      | 23           | Не кваліфікувалася | Не кваліфікувалася | Не кваліфікувалася | Не кваліфікувалася |
| Ганна Дзеркаль                                                   | 200 м комплексом               | 2:18.25      | 25           | Не кваліфікувалася | Не кваліфікувалася | Не кваліфікувалася | Не кваліфікувалася |
| Дарина Степанюк Катерина Дікіджі Ганна Дзеркаль Наталія Худякова | Естафета 4х100 м вільний стиль | 3:44.72      | 14           | Не кваліфікувалися | Не кваліфікувалися | Не кваліфікувалися | Не кваліфікувалися |
| Ірина Амшеннікова Юлія Підлісна Катерина Зубкова Дарина Степанюк | Естафета 4х200 м вільний стиль | 4:08.62      | 16           | Не кваліфікувалися | Не кваліфікувалися | Не кваліфікувалися | Не кваліфікувалися |
| Наталія Самородіна                                               | Марафон 10 км                  |              |              |                    |                    | 2:10:41.6          | 23                 |

### Плавання синхронне
| Спортсменка                  | Вид  | Технічна програма | Технічна програма | Вільна програма (Попередня) | Вільна програма (Попередня) | Вільна програма (Попередня) | Вільна програма (Попередня) | Вільна програма (Фінал) | Вільна програма (Фінал) | Вільна програма (Фінал) | Вільна програма (Фінал) |
| Спортсменка                  | Вид  | Очок              | Місце             | Очок                        | Місце                       | Всього очок                 | Місце                       | Очок                    | Місце                   | Всього очок             | Місце                   |
| ---------------------------- | ---- | ----------------- | ----------------- | --------------------------- | --------------------------- | --------------------------- | --------------------------- | ----------------------- | ----------------------- | ----------------------- | ----------------------- |
| Ксенія Сидоренко Дарина Юшко | Дует | 92,167            | 8                 | 92,667                      | 8                           | 92,417                      | 8                           | 93,167                  | 8                       | 92,667                  | 8                       |

### Стрільба

#### Чоловіки
| Спортсмен          | Вид                              | Кваліфікація | Кваліфікація | Фінал             | Фінал             | Місце             |
| Спортсмен          | Вид                              | Очок         | Місце        | Очок              | Місце             | Місце             |
| ------------------ | -------------------------------- | ------------ | ------------ | ----------------- | ----------------- | ----------------- |
| Айвазян Артур      | 10 м, пневматична гвинтівка      | 592          | 21           | Не кваліфікувався | Не кваліфікувався | Не кваліфікувався |
| Айвазян Артур      | 50 м, гвинтівка лежачи           | 599          | 1            | 702,7             | 1                 |                   |
| Айвазян Артур      | 50 м, гвинтівка, з трьох позицій | 1165         | 19           | Не кваліфікувався | Не кваліфікувався | Не кваліфікувався |
| Лазейкін Олександр | 10 м, пневматична гвинтівка      | 594          | 11           | Не кваліфікувався | Не кваліфікувався | Не кваліфікувався |
| Сухоруков Юрій     | 50 м, гвинтівка, лежажи          | 589          | 36           | Не кваліфікувався | Не кваліфікувався | Не кваліфікувався |
| Сухоруков Юрій     | 50 м, гвинтівка, з трьох позицій | 1174         | 3            | 1272,4            | 2                 |                   |
| Омельчук Олег      | 10 м, пневматичний пістолет      | 579          | 17           | Не кваліфікувався | Не кваліфікувався | Не кваліфікувався |
| Омельчук Олег      | 50 м, пістолет                   | 563          | 3            | 658,9 S-Off 9,1   | 4                 | 4                 |
| Рибовалов Іван     | 10 м, пневматичний пістолет      | 572          | 35           | Не кваліфікувався | Не кваліфікувався | Не кваліфікувався |
| Рибовалов Іван     | 50 м, пістолет                   | 553          | 20           | Не кваліфікувався | Не кваліфікувався | Не кваліфікувався |
| Бондарук Роман     | 25 м, швидкострільний пістолет   | 580          | 3            | 774,7             | 6                 | 6                 |
| Петрів Олександр   | 25 м, швидкострільний пістолет   | 580          | 4            | 780,2             | 1                 |                   |
| Мільчев Микола     | Стендова (по тарілочкам)         | 109          | 35           | Не кваліфікувався | Не кваліфікувався | Не кваліфікувався |

#### Жінки
| Спортсменка     | Вид                              | Кваліфікація | Кваліфікація | Фінал              | Фінал              | Місце              |
| Спортсменка     | Вид                              | Очок         | Місце        | Очок               | Місце              | Місце              |
| --------------- | -------------------------------- | ------------ | ------------ | ------------------ | ------------------ | ------------------ |
| Кальниш Наталя  | 10 м, пневматична гвинтівка      | 393          | 27           | Не кваліфікувалася | Не кваліфікувалася | Не кваліфікувалася |
| Кальниш Наталя  | 50 м, гвинтівка, з трьох позицій | 571          | 31           | Не кваліфікувалася | Не кваліфікувалася | Не кваліфікувалася |
| Шаріпова Дарина | 10 м, пневматична гвинтівка      | 384          | 45           | Не кваліфікувалася | Не кваліфікувалася | Не кваліфікувалася |
| Шитко Дарина    | 50 м, гвинтівка, з трьох позицій | 577          | 20           | Не кваліфікувалася | Не кваліфікувалася | Не кваліфікувалася |
| Костевич Олена  | 10 м, пневматичний пістолет      | 378          | 31           | Не кваліфікувалася | Не кваліфікувалася | Не кваліфікувалася |
| Костевич Олена  | 25 м, пістолет                   | 288          | 25           | Не вкаліфікувалася | Не вкаліфікувалася | Не вкаліфікувалася |

### Стрільба з лука

#### Чоловіки
| Спортсмен                                    | Вид           | Кваліфікація | Кваліфікація | 1/64                            | 1/32                                      | 1/16                     | Чвертьфінал                | Півфінал                               | Фінал                        | Фінал |
| Спортсмен                                    | Вид           | Очок         | Сіяний       | Противник Очок                  | Противник Очок                            | Противник Очок           | Противник Очок             | Противник Очок                         | Противник Очок               | Місце |
| -------------------------------------------- | ------------- | ------------ | ------------ | ------------------------------- | ----------------------------------------- | ------------------------ | -------------------------- | -------------------------------------- | ---------------------------- | ----- |
| Івашко Маркіян                               | Індивідуально | 658          | 32           | Даніель Марілльо (33) П 115–107 | Не кваліфікувався                         | Не кваліфікувався        | Не кваліфікувався          | Не кваліфікувався                      | Не кваліфікувався            | 41    |
| Сердюк Олександр                             | Індивідуально | 661          | 20           | Йєнс Пайпер (45) В 107–105      | Рафал Добровольскі (13) П 111(+9)-111(+8) | Не кваліфікувався        | Не кваліфікувався          | Не кваліфікувався                      | Не кваліфікувався            | 18    |
| Рубан Віктор                                 | Індивідуально | 678          | 3            | Маґед Юссуф (62) В 111-96       | Мікаель Нарай(30) В 115–105               | Ярек Проц (19) В 114–108 | Морія Рюічі (22) В 115–106 | Баір Бадьонов (31) В 112(+20)-112(+18) | Парк Кюн-Мо(4) В 113–112     |       |
| Івашко Маркіян Рубан Віктор Сердюк Олександр | Командно      | 1997         | 2            |                                 |                                           |                          | Тайвань (7) В 214–211      | Італія (6) П 223–221                   | Бронза: Китай (12) П 222–219 | 4     |

#### Жінки
| Спортсменка     | Вид           | Кваліфікація | Кваліфікація | 1/64                            | 1/32                      | 1/16               | Чвертьфінал        | Півфінал           | Фінал              | Фінал |
| Спортсменка     | Вид           | Очок         | Сіяна        | Противник Очок                  | Противник Очок            | Противник Очок     | Противник Очок     | Противник Очок     | Противник Очок     | Місце |
| --------------- | ------------- | ------------ | ------------ | ------------------------------- | ------------------------- | ------------------ | ------------------ | ------------------ | ------------------ | ----- |
| Бережна Тетяна  | Індивідуально | 627          | 38           | Чжан Цзяньцзянь (27) П 109-97   | Не кваліфікувалася        | Не кваліфікувалася | Не кваліфікувалася | Не кваліфікувалася | Не кваліфікувалася | 38    |
| Коваль Вікторія | Індивідуально | 641          | 21           | Барбора Хорачкова(44) В 109–107 | Аїда Роман (12) П 105–111 | Не кваліфікувалася | Не кваліфікувалася | Не кваліфікувалася | Не кваліфікувалася | 21    |

### Стрибки у воду

#### Чоловіки
| Спортсмен                   | Вид                        | Кваліфікація | Кваліфікація | Півфінал          | Півфінал          | Фінал             | Фінал             |
| Спортсмен                   | Вид                        | Очки         | Місце        | Очки              | Місце             | Очки              | Місце             |
| --------------------------- | -------------------------- | ------------ | ------------ | ----------------- | ----------------- | ----------------- | ----------------- |
| Кваша Ілля                  | Індивідуально, трамплін 3м | 461,5        | 8            | 439,55            | 15                | Завершив змагання | Завершив змагання |
| Шляхов Юрій                 | Індивідуально, трамплін 3м | 405,05       | 23           | Не кваліфікувався | Не кваліфікувався | Не кваліфікувався | Не кваліфікувався |
| Міляєв Костянтин            | Індивідуально, вишка 10м   | 410,05       | 20           | Не кваліфікувався | Не кваліфікувався | Не кваліфікувався | Не кваліфікувався |
| Захаров Антон               | Індивідуально, вишка 10м   | 344,95       | 29           | Не кваліфікувався | Не кваліфікувався | Не кваліфікувався | Не кваліфікувався |
| Кваша Ілля Пригоров Олексій | Синхронно, трамплін 3м     |              |              |                   |                   | 415,05            |                   |

#### Жінки
| Спортсменка                       | Вид                        | Кваліфікація | Кваліфікація | Півфінал           | Півфінал           | Фінал              | Фінал              |
| Спортсменка                       | Вид                        | Очок         | Місце        | Очок               | Місце              | Очок               | Місце              |
| --------------------------------- | -------------------------- | ------------ | ------------ | ------------------ | ------------------ | ------------------ | ------------------ |
| Письменська Ганна                 | Індивідуально, трамплін 3м | 223,50       | 26           | Не кваліфікувалася | Не кваліфікувалася | Не кваліфікувалася | Не кваліфікувалася |
| Прокопчук Юлія                    | Індивідуально, вишка 10м   | 290,40       | 20           | Не кваліфікувалася | Не кваліфікувалася | Не кваліфікувалася | Не кваліфікувалася |
| Олена Федорова                    | Індивідуально, трамплін 3м | 323,75       | 7            | 329,10             | 6                  | 298,40             | 11                 |
| Волощенко Марія Письменська Ганна | Синхронно, трамплін 3м     |              |              |                    |                    | 293,10             | 7                  |

### Сучасне п'ятиборство

#### Чоловіки
| Спортсмен            | Стрільба (очок) | Очок | Фехтування (перемог) | Очок | Плавання (час) | Очок | Кінний спорт (очок) | Очок | Біг (час) | Очок | Всього | Місце |
| -------------------- | --------------- | ---- | -------------------- | ---- | -------------- | ---- | ------------------- | ---- | --------- | ---- | ------ | ----- |
| Кирпулянський Дмитро | 184             | 1144 | 20                   | 880  | 2:04,37        | 1308 | 71,16               | 1088 | 10:01,57  | 996  | 5416   | 9     |
| Тимощенко Павло      | 185             | 1156 | 22                   | 908  | 2:09,20        | 1252 | 73,29               | 1048 | 09:42,61  | 1072 | 5436   | 7     |

#### Жінки
| Спортсменка      | Стрільба (очок) | Очок | Фехтування (перемог) | Очок | Плавання (час) | Очок | Кінний спорт (очок) | Очок | Біг (час) | Очок | Всього | Місце |
| ---------------- | --------------- | ---- | -------------------- | ---- | -------------- | ---- | ------------------- | ---- | --------- | ---- | ------ | ----- |
| Терещук Вікторія | 178             | 1072 | 22                   | 928  | 2:13,97        | 1316 | 70,10               | 1088 | 10:13,25  | 1268 | 5672   |       |

### Теніс
| Спортсменка                          | Розряд    | 1/64                                | 1/32                                           | 1/16                                    | Чвертьфінал                                      | Півфінал                                   | Фінал                             | Фінал              |
| Спортсменка                          | Розряд    | Противник Рахунок                   | Противник Рахунок                              | Противник Рахунок                       | Противник Рахунок                                | Противник Рахунок                          | Противник Рахунок                 | Місце              |
| ------------------------------------ | --------- | ----------------------------------- | ---------------------------------------------- | --------------------------------------- | ------------------------------------------------ | ------------------------------------------ | --------------------------------- | ------------------ |
| Бондаренко Олена                     | Одиночний | Мілаґрос Секейра В 6-1 1-0(відмова) | Єлена Янкович П 5-7 1-6                        | Вибула зі змагань                       | Вибула зі змагань                                | Вибула зі змагань                          | Вибула зі змагань                 | Вибула зі змагань  |
| Бондаренко Катерина                  | Одиночний | Олена Дементьєва П 1-6 4-6          | Не кваліфікувалася                             | Не кваліфікувалася                      | Не кваліфікувалася                               | Не кваліфікувалася                         | Не кваліфікувалася                | Не кваліфікувалася |
| Коритцева Марія                      | Одиночний | Тзіпора Обзілер В 5-7 7-5 6-4       | Люсі Сафарова П 6-2 1-6 5-7                    | Вибула зі змагань                       | Вибула зі змагань                                | Вибула зі змагань                          | Вибула зі змагань                 | Вибула зі змагань  |
| Перебийніс Тетяна                    | Одиночний | Вікторія Азаренко П 4-6 7-5 4-6     | Не кваліфікувалася                             | Не кваліфікувалася                      | Не кваліфікувалася                               | Не кваліфікувалася                         | Не кваліфікувалася                | Не кваліфікувалася |
| Бондаренко Олена Бондаренко Катерина | Парний    |                                     | Анабель Ґаррігез Вірджинія Паскуаль В 6-3 6-3  | Ольга Говорцова Дар'я Кустова В 6-1 6-3 | Флавія Пеннетта Франческа Ск'явоне В 6-1 3-6 7-5 | Вінус Вільямс Серена Вільямс П 6-4 4-6 1-6 | Бронза: Ян Зі Женг Джай П 2-6 2-6 | 4                  |
| Коритцева Марія Перебийніс Тетяна    | Парний    |                                     | Марта Домачовська Агнешка Радванська П 2-6 2-6 | Не кваліфікувалися                      | Не кваліфікувалися                               | Не кваліфікувалися                         | Не кваліфікувалися                | Не кваліфікувалися |

### Теніс настільний

#### Чоловіки
| Спортсмен | Розряд    | Кваліфікація                              | 1/64              | 1/32              | 1/16              | 1/8               | Чвертьфінал       | Півфінал          | Фінал             |
| Спортсмен | Розряд    | Противник Рахунок                         | Противник Рахунок | Противник Рахунок | Противник Рахунок | Противник Рахунок | Противник Рахунок | Противник Рахунок | Противник Рахунок |
| --------- | --------- | ----------------------------------------- | ----------------- | ----------------- | ----------------- | ----------------- | ----------------- | ----------------- | ----------------- |
| Коу Лей   | Одиночний | Сураю Сака П 11-5, 9-11, 8-11, 6-11, 9-11 | Не кваліфікувався | Не кваліфікувався | Не кваліфікувався | Не кваліфікувався | Не кваліфікувався | Не кваліфікувався | Не кваліфікувався |

#### Жінки
| Спортсмен          | Розряд    | Кваліфікація                             | 1/64                                                | 1/32              | 1/16              | 1/8               | Чвертьфінал       | Півфінал          | Фінал             |
| Спортсмен          | Розряд    | Противник Рахунок                        | Противник Рахунок                                   | Противник Рахунок | Противник Рахунок | Противник Рахунок | Противник Рахунок | Противник Рахунок | Противник Рахунок |
| ------------------ | --------- | ---------------------------------------- | --------------------------------------------------- | ----------------- | ----------------- | ----------------- | ----------------- | ----------------- | ----------------- |
| Песоцька Маргарита | Одиночний | Марина Шумакова В 11-8, 11-6, 11-6, 11-6 | Жу Фанґ П 11-9, 8-11, 4-11, 7-11, 9-11              | Вибула зі змагань | Вибула зі змагань | Вибула зі змагань | Вибула зі змагань | Вибула зі змагань | Вибула зі змагань |
| Сорочинська Тетяна | Одиночний | Ноха Юссрі В 11-5, 11-4, 12-10, 11-7     | Тан Монфардіні П 7-11, 6-11, 11-9, 4-11, 11-7, 11-4 | Вибула зі змагань | Вибула зі змагань | Вибула зі змагань | Вибула зі змагань | Вибула зі змагань | Вибула зі змагань |

### Тріатлон

#### Чоловіки
| Спортсмен              | Вид           | Плавання | Велосипед | Біг          | Всього       | Місце        |
| ---------------------- | ------------- | -------- | --------- | ------------ | ------------ | ------------ |
| Глущенко Андрій        | Індивідуально | 18:59    | Зійшов    | Не фінішував | Не фінішував | Не фінішував |
| Полікарпенко Володимир | Індивідуально | 18:23    | 58:58     | 34:32        | 1:52:51,74   | 35           |

#### Жінки
| Спортсменеп   | Вид           | Плавання | Велосипед | Біг   | Всього     | Місце |
| ------------- | ------------- | -------- | --------- | ----- | ---------- | ----- |
| Сапунова Юлія | Індивідуально | 21:02    | 1:05:18   | 36:09 | 2:03:34,39 | 24    |

### Фехтування

#### Чоловіки
| Спортсмен                                                   | Вид                  | 1/64              | 1/32                   | 1/16                  | Чвертьфінал       | Півфінал                      | Фінал                               |
| Спортсмен                                                   | Вид                  | Противник Рахунок | Противник Рахунок      | Противник Рахунок     | Противник Рахунок | Противник Рахунок             | Противник Рахунок                   |
| ----------------------------------------------------------- | -------------------- | ----------------- | ---------------------- | --------------------- | ----------------- | ----------------------------- | ----------------------------------- |
| Нікішин Богдан                                              | Індивідуально, шпага | Майк Вуд В 15-7   | Майкл Каутер П 12-15   | Вибув зі змагань      | Вибув зі змагань  | Вибув зі змагань              | Вибув зі змагань                    |
| Чумак Дмитро                                                | Індивідуально, шпага |                   | Рубен Лімардо В 15-13  | Джін Сун Джунг П 7-15 | Вибув зі змагань  | Вибув зі змагань              | Вибув зі змагань                    |
| Хворост Максим                                              | Індивідуально, шпага |                   | Ігор Тіхоміров П 11-15 | Вибув зі змагань      | Вибув зі змагань  | Вибув зі змагань              | Вибув зі змагань                    |
| Хворост Максим Чумак Дмитро Нікішин Богдан Медведєв Віталій | Командно, шпага      |                   |                        |                       | Польща П 37-45    | За 5-8 місця Угорщина П 29-49 | За 7-8 місця Південна Корея В 41-39 |

#### Жінки
| Спортсменка                                           | Вид                   | 1/64                       | 1/32                     | 1/16                   | Чвертьфінал        | Півфінал           | Фінал              |
| Спортсменка                                           | Вид                   | Противник Рахунок          | Противник Рахунок        | Противник Рахунок      | Противник Рахунок  | Противник Рахунок  | Противник Рахунок  |
| ----------------------------------------------------- | --------------------- | -------------------------- | ------------------------ | ---------------------- | ------------------ | ------------------ | ------------------ |
| Шемякіна Яна                                          | Індивідуально, шпага  |                            | Джесіка Луна П 13-15     | Вибула зі змагань      | Вибула зі змагань  | Вибула зі змагань  | Вибула зі змагань  |
| Лелейко Ольга                                         | Індивідуально, рапіра | Магдалена Мроцкевіч П 9-15 | Не кваліфікувалася       | Не кваліфікувалася     | Не кваліфікувалася | Не кваліфікувалася | Не кваліфікувалася |
| Харлан Ольга                                          | Індивідуально, шабля  | Джоя Марзокка В 15-8       | Сада Джекобсон П 13-15   | Вибула зі змагань      | Вибула зі змагань  | Вибула зі змагань  | Вибула зі змагань  |
| Хомрова Олена                                         | Індивідуально, шабля  | Александра Соха В 15-11    | Катерина Дяченко В 15-14 | Сада Джекобсон П 11-15 | Вибула зі змагань  | Вибула зі змагань  | Вибула зі змагань  |
| Пундик Галина                                         | Індивідуально, шабля  | Аделе де Плуй В 15-7       | Софія Велика П 7-15      | Вибула зі змагань      | Вибула зі змагань  | Вибула зі змагань  | Вибула зі змагань  |
| Жовнір Ольга Харлан Ольга Пундик Галина Хромова Олена | Командно, шабля       |                            |                          |                        | Росія В 45-34      | США В 45-39        | Китай В 45-44      |

## Цікаві факти
- Уперше олімпійська збірна команда України мала свій талісман — лелек.
- Інна Радомська стала олімпійською чемпіонкою Пекіна з веслування на байдарках та каное, випередивши італійку Йозефу Ідем, що посіла друге місце, лише на 4 тисячних секунди. В багатьох інших видах спорту (плавання, легка атлетика тощо) такі результати зарахували б як однакові і вручили б дві золоті медалі.
- Важкоатлетка Ольга Коробка — найважча учасниця Олімпійських ігор 2008 року. Її маса становить 167 кг.
- Олександр Петрів здобув золоту медаль у стрільбі з швидкострільного пістолета на дистанції 25 м, встановивши новий Олімпійський рекорд — 780,2 очка.

## Виноски
1. ↑  Чемпіонат світу з боксу 2007 року у Чикаго [Архівовано 11 вересня 2008 у Wayback Machine.] (англ.)
2. ↑  Перший Європейський кваліфікаційний турнір з боксу 2007 року [Архівовано 17 лютого 2008 у Wayback Machine.] (англ.)
3. ↑  Через допінг важкоатлетку Коробку позбавили олімпійської медалі. ukranews.com. Українські новини. 27 жовтня 2016. Архів оригіналу за 31 жовтня 2016.
4. ↑  IOC sanctions 16 athletes for failing anti-doping tests at Beijing 2008 // Офіційний вебсайт МОК. 17.11.2016 [Архівовано 11 жовтня 2019 у Wayback Machine.] (англ.)